# LOL

Animado

LOL é um elemento comum no internetês, historicamente iniciado no Usenet mas atualmente disseminado  noutros meios de comunicação mediados por computador, tais como oIRC, os mensageiros Yahoo!, MSN e muito utilizado também nos jogos de MMORPG (onde é mais usado e onde foi criado), geralmente utilizado para representar risadas altas (zombaria). LOL é um acrónimo para laugh out loud (que em português significa algo como "muitas risadas"), laughing out loud (algo como "rindo muito alto"), ou ainda lots of laughs ("um monte de risos").
É muito comum na Internet para gozar e representar o riso. Uma alternativa é o LMAO e LMFAO, que são mais extremos. São acrónimos para laughing my ass off e laughing my fucking ass off, respectivamente. Tradução exacta não existe ou não é possível. Estes termos são usados para gozar nos forums e sites da internet.